# Speichenschutz
Der Speichenschutz ist eine Vorrichtung, die verhindern soll, dass Körperteile, Kleidungsstücke etc. zwischen die Speichen eines rollenden Rades geraten, die aber auch die Speichen selbst vor Beschädigungen schützen kann.
Bestand der Speichenschutz an Fahrrädern früher aus einem engmaschigen Netz, das meist über den oberen Teil des Hinterrades gespannt wurde, um z. B. Rockträgerinnen nicht zu gefährden, so wird er heute in der Regel aus Kunststoff angefertigt. Nachteile eines mit einem solchen Speichenschutz ausgestatteten Fahrzeugs sind allerdings das höhere Gewicht und der erhöhte Windwiderstand.
Speichenschutz, ob an Laufrad oder Fahrzeug montiert, bietet die Möglichkeit, eine durchgehende Fläche dekorativ oder werbegrafisch zu gestalten.
Ein Speichenschutz ist sicherheitsrelevant, damit Füße von auf dem Fahrrad transportierten Kindern nicht in die Speichen geraten. Bei Radpolo wird auch nur einseitig am Vorderrad ein Speichenschutz angebracht, um damit den Ball vom Tor abzuwehren.  Scheibenräder werden häufig an Bahnrädern verwendet.

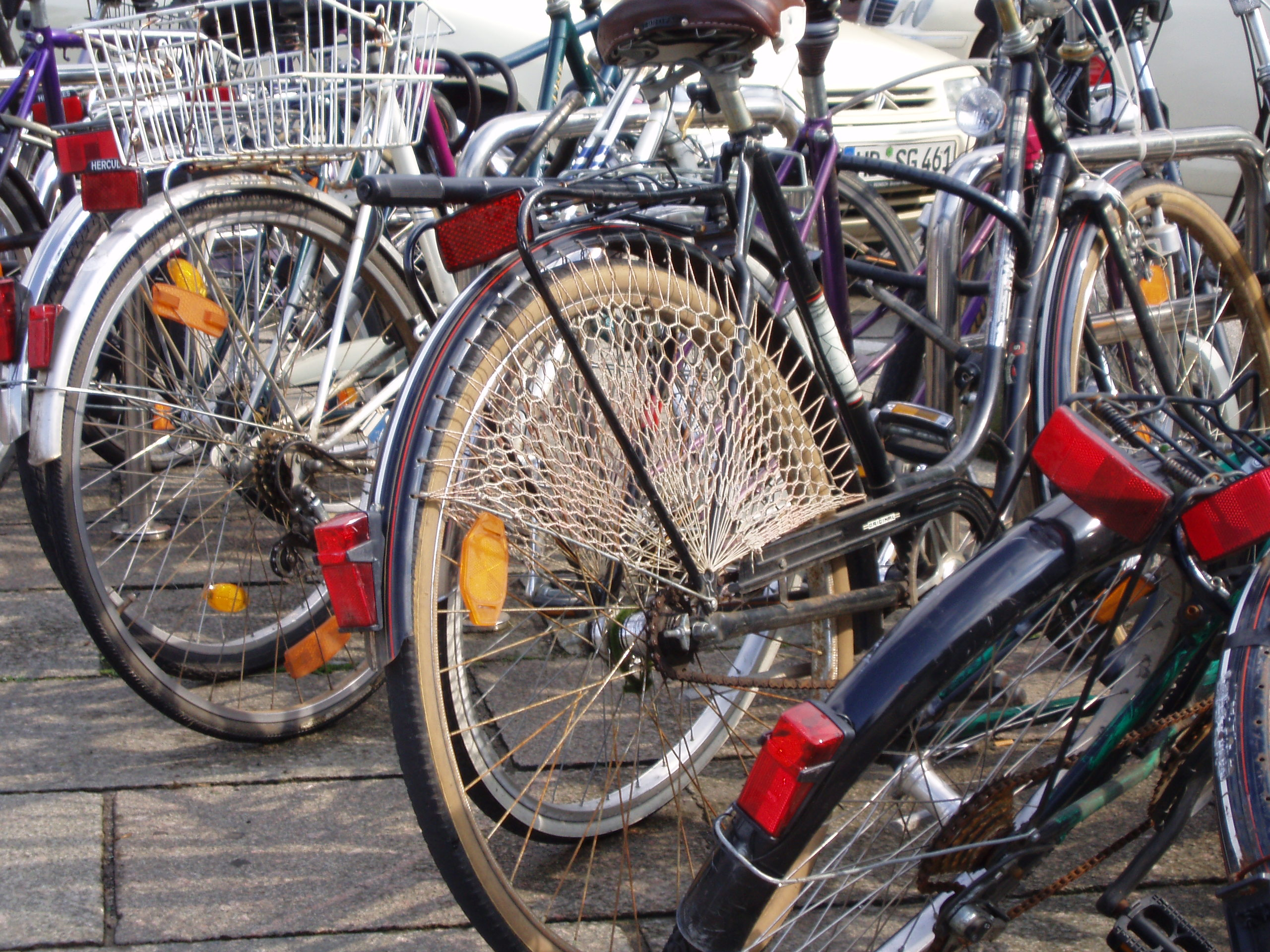
Engmaschiges Netz als Speichenschutz am Fahrrad
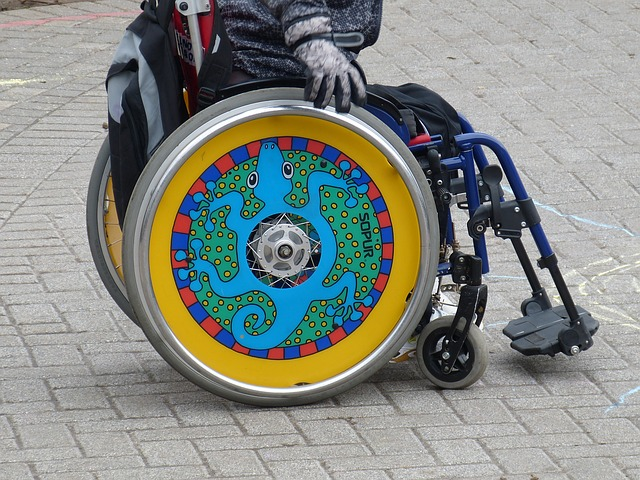
Speichenschutz an einem Aktivrollstuhl für Kinder
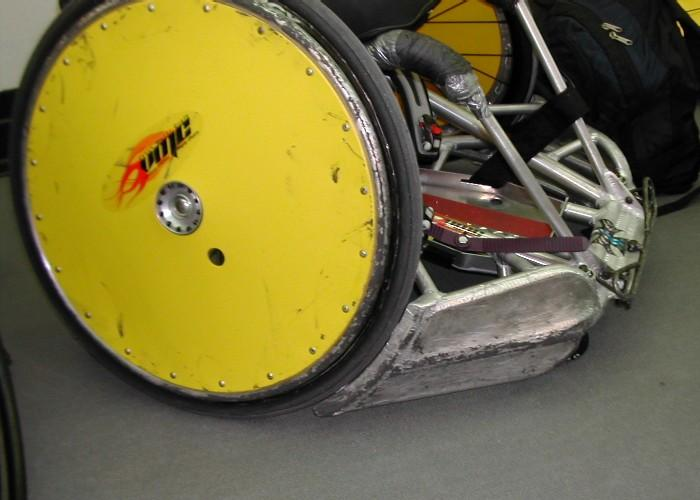
Speichenschutz an einem Sportrollstuhl